# خاویر ماسکرانو
خاویر آلخاندرو ماسچرانو (به اسپانیایی: Javier Alejandro Mascherano‎؛ زادهٔ ۸ ژوئن ۱۹۸۴) بازیکن سابق و مربی فوتبال اهل آرژانتین است. او سابقه بازی برای تیم‌های ریور پلاته، کورینتیانس، وستهام یونایتد، لیورپول و همچنین ۸ سال در بارسلونا بازی کرده و با این تیم ۱۹ جام مختلف کسب کرده‌است. وی در چهار جام جهانی ۲۰۰۶، ۲۰۱۰، ۲۰۱۴ و ۲۰۱۸ حضور داشت. وی در ۱۶ نوامبر ۲۰۲۰  از فوتبال خداحافظی کرد. وی در حال حاضر سرمربی تیم اینترمیامی است.
او برای تیم ملی کشورش، ۱۴۷ بازی انجام داده و ۳ گل به ثمر رسانده‌است. او همچنین در رقابت‌های جام جهانی ۲۰۱۰ حضور داشت و کاپیتان تیم ملی کشورش بود، ماسکرانو در بازی برگشت لا لیگا  ۱۷–۲۰۱۶ با اوساسونا اولین گل خود را برای بارسلونا از روی نقطه پنالتی به ثمر رساند؛ که اولین گل باشگاهی او بعد از هفت سال بود.

## باشگاهی
باشگاه فوتبال ریور پلاته:
- قهرمان لیگ آرژانتین ۲۰۰۳-۲۰۰۴

باشگاه فوتبال کورینتیانس :
- قهرمان سری آ برزیل ۲۰۰۵

باشگاه فوتبال بارسلونا :
- لالیگا (۵) ۲۰۱۰–۲۰۰۹ و۲۰۱۱–۲۰۱۰ و ۲۰۱۲–۲۰۱۳ و ۲۰۱۴–۲۰۱۵ و ۲۰۱۵–۲۰۱۶ و ۲۰۱۸-۲۰۱۷ و
- جام حذفی اسپانیا (۴)و ۲۰۰۹–۲۰۱۰ و ۲۰۱۱–۲۰۱۲ و ۲۰۱۴–۲۰۱۵ و ۲۰۱۵–۲۰۱۶ و ۲۰۱۶–۲۰۱۷ و ۲۰۱۷-۲۰۱۸
- سوپرکاپ اسپانیا (۵) ۲۰۱۰ و ۲۰۱۱ و ۲۰۱۳ و ۲۰۱۶ و ۲۰۱۸
- جام باشگاه‌های اروپا(۲) (–۲۰۱۱–۲۰۱۰ و ۲۰۱۴–۲۰۱۵
- سوپرکاپ اروپا (۲) و ۲۰۱۱ و ۲۰۱۵
- جام باشگاه‌های جهان(۲) و ۲۰۱۱ و ۲۰۱۵

## ملی
مدال طلای المپیک ۲۰۰۴ آتن
مدال طلای المپیک ۲۰۰۸ پکن
نایب قهرمان کوپا امریکا ۲۰۰۴ پرو
نایب قهرمان جام کنفدراسیون ها ۲۰۰۵ آلمان
نایب قهرمان کوپا امریکا ۲۰۰۷  ونزوئلا
نایب قهرمان جام جهانی ۲۰۱۴ برزیل
نایب قهرمان کوپا امریکا ۲۰۱۵ شیلی
نایب قهرمان کوپا امریکا ۲۰۱۶ آمریکا